# Montalto di Castro
Montalto di Castro es una localidad italiana de la provincia de Viterbo, región de Lacio, con 8.787 habitantes. También cuenta con el Parque Solar Montalto di Castro, uno de los más importantes de Europa.

## Evolución demográfica
| Gráfica de evolución demográfica de Montalto di Castro entre 1861 y 2001 |
|                                                                          |
| Fuente ISTAT - elaboración gráfica de Wikipedia                          |